# Christoph Zuschlag
Christoph Zuschlag (* 6. April 1964 in Hannover) ist ein deutscher Kunsthistoriker.

## Leben
Zuschlag studierte Kunstgeschichte, Geschichte und Archäologie in Heidelberg und Wien. Während des Studiums machte er Museumspraktika in Berlin, Wien, San Francisco und Los Angeles. Nach der Promotion 1991 mit einer Arbeit über „‚Entartete Kunst‘ – Ausstellungsstrategien im Nazi-Deutschland“ war er von 1991 bis 1998 wissenschaftlicher Mitarbeiter bzw. wissenschaftlicher Assistent am Kunsthistorischen Institut der Universität Heidelberg. Nach der Habilitation 2002 bei der Philosophisch-Historischen Fakultät der Universität Heidelberg (Thema der Habilitationsschrift: „Meta-Kunst – Kunst über Kunst seit 1960“) wurde er dort Privatdozent. Von 2003 bis 2006 war er wissenschaftlicher Mitarbeiter an der Forschungsstelle „Entartete Kunst“ am Kunsthistorischen Institut der FU Berlin, verbunden mit einem Lehrauftrag. 2005 wurde ihm der Titel außerplanmäßiger Professor durch die Universität Heidelberg verliehen. 2007 erhielt er Rufe auf W3-Professuren an der Universität Hildesheim (abgelehnt) und an der Universität Koblenz-Landau (angenommen). Dort lehrte er bis 2018 als Professor für Kunstgeschichte und Kunstvermittlung. 2009 war er Visiting Professor an der Auckland University of Technology, School of Art & Design. 2010 war er Guest Professor an der Stephen F. Austin State University. 2014 hatte er eine Gastprofessur an der Jan-Długosz-Universität Częstochowa. 2016 war er Guest Professor am College of Fine Arts der Fujian Normal University. Seit 2018 hat er die Alfried Krupp von Bohlen und Halbach-Professur für Kunstgeschichte der Moderne und der Gegenwart (19. bis 21. Jahrhundert) mit Schwerpunkt Provenienzforschung/Geschichte des Sammelns an der Universität Bonn inne.

## Schriften (Auswahl)
- »Entartete Kunst«. Ausstellungsstrategien im Nazi-Deutschland. Worms 1995, ISBN 3-88462-096-7.
- Irmgart Wessel-Zumloh (1907–1980). Malerin jenseits der Stile. Monographie und Werkübersicht. Köln 1999, ISBN 3-87909-647-3.
- Tendenzen der abstrakten Kunst nach 1945. Die Sammlung Kraft Bretschneider in der Stiftung Kunst und Recht. Tübingen 2003, ISBN 3-936636-06-0.
- als Herausgeberin mit Lothar Bluhm, Thomas Müller-Schneider und Markus Schiefer Ferrari: „Das süße Wort: Ich liebe dich“. Konstellationen der Liebe in Literatur, Kunst und Wissenschaft. Baden-Baden 2018, ISBN 3-8288-4258-5.
- Einführung in die Provenienzforschung. Wie die Herkunft von Kulturgut entschlüsselt wird. C. H. Beck, München 2022, ISBN 978-3-406-78046-2.

## Belege
1. ↑  Prof. Dr. Christoph Zuschlag. Freie Universität Berlin, 25. November 2016, abgerufen am 9. April 2022.
2. ↑  Zwischen Tradition und Neuorientierung. Anmerkungen zur Malerei der 50er Jahre. Abgerufen am 7. April 2022.

| Personendaten    | Personendaten                                 |
| ---------------- | --------------------------------------------- |
| NAME             | Zuschlag, Christoph                           |
| KURZBESCHREIBUNG | deutscher Kunsthistoriker und Hochschullehrer |
| GEBURTSDATUM     | 6. April 1964                                 |
| GEBURTSORT       | Hannover                                      |